# Fotsiforia sundrica
Fotsiforia sundrica là một loài tò vò trong họ Ichneumonidae.